# Чемпионат мира по шоссейным велогонкам 1987
Чемпионат мира по шоссейным велогонкам 1987 года проходил в Филлахе, Австрия.

## Призёры
| Велогонка     | Золото                                                                            | Золото   | Серебро                                                                    | Серебро   | Бронза                                                                              | Бронза    |
| ------------- | --------------------------------------------------------------------------------- | -------- | -------------------------------------------------------------------------- | --------- | ----------------------------------------------------------------------------------- | --------- |
| Мужчины       |                                                                                   |          |                                                                            |           |                                                                                     |           |
| Профессионалы | Стивен Роуч · Ирландия                                                            | 6ч50’02" | Морено Арджентин · Италия                                                  | +0:01 мин | Хуан Фернандес Мартин · Испания                                                     | +0:01 мин |
| Любители      | Ришар Вивьен · Франция                                                            |          | Хартмут Бёльтс ФРГ                                                         |           | Алекс Педерсен · Дания                                                              |           |
| Команды       | Италия · Роберто Фортунато · Эрос Поли · Марио Ширеа · Флавио Ванцелла            |          | СССР · Асят Саитов · Виктор Климов · Игорь Сумников · Евгений Загребельный |           | Австрия · Хельмут Вексельбергер · Бернард Рассингер · Марио Траксль · Йохан Линхарт |           |
| Женщины       |                                                                                   |          |                                                                            |           |                                                                                     |           |
|               | Жанни Лонго · Франция                                                             |          | Хелен Хаге · Нидерланды                                                    |           | Конни Мейер · Нидерланды                                                            |           |
| Команды       | СССР · Надежда Кибардина · Тамара Полякова · Алла Яковлева · Любовь Пуговичникова |          | США · Инга Томпсон · Сью Элерс · Джейн Маршалл · Лесли Шенк                |           | Италия · Моника Бандини · Роберта Бонаноми · Имельда Кьяппа · Франческа Галли       |           |